# Ole Kjær
Ole Kjær (* 16. August 1954 in Kolding) ist ein ehemaliger dänischer Fußballspieler.

## Karriere

### Verein
Kjær begann seine Profikarriere 1974 bei Esbjerg fB. Zwei Jahre nach dem Beginn seiner Laufbahn konnte der Torhüter mit Esbjerg den Landspokalturneringen, den nationalen Pokalwettbewerb, gewinnen. Dies war der erste Sieg in diesem Turnier seit 1964 und erst der zweite in der Vereinsgeschichte. Dabei setzte sich das Team mit 2:1 gegen Holbæk B&I durch. Zur Saison 1978 konnte Kjær mit seinem Team die Vizemeisterschaft feiern. Dabei fehlten vier Punkte auf Meister Vejle BK. Auch im Kampf um den Pokal erreichte man erneut das Endspiel, musste sich aber nach drei Spielen (jeweils 1:1) mit 4:5 im Elfmeterschießen gegen BK Frem København geschlagen geben. Im gleichen Jahr wurde er zum Fußballer des Jahres in Dänemark gewählt und löste damit Allan Hansen ab. Zur Folgespielzeit schaffte das Team das, was es 1978 noch knapp verpasste. Mit nur zwei Niederlagen und dreißig Gegentoren stellte Kjærs Team die beste Defensive und wurde mit sechs Punkten Vorsprung auf den Zweitplatzierten Dänischer Meister. Als Titelverteidiger kam der Klub im Folgejahr jedoch nur auf einen enttäuschenden Platz zehn. Auch in den kommenden Jahren verbesserte sich die sportliche Situation bei Esbjerg nicht. So kam es, dass der Verein nach Ablauf der Spielzeit 1986 als Tabellenvorletzter abstieg. Als Folge dessen, entschied sich Kjær zu einem Wechsel zu Erstligakonkurrent Næstved BK. 1990 zog es ihn wieder zu seinem Stammverein Esbjerg fB. Mit diesem konnte er 1992 die Herbstmeisterschaft (ein offizieller Titel in der zweiten dänischen Liga zwischen 1991 und 1995) gewinnen. Anschließend beendet er seine aktive Karriere. Mit insgesamt 474 Pflichtspielen für Esbjerg hält Kjær den Vereinsrekord. Dabei löste er am 11. April 1992 Jens Peder Hansen (465 Spiele zwischen 1943 und 1966) als Rekordhalter ab.

### Nationalmannschaft
International spielte Kjær 26 Mal für Dänemark. Zuvor spielte er bereits für die U-21 seines Landes. Sein Debüt im Dress der dänischen Auswahl gab Kjær beim 3:2-Sieg am 2. Februar 1977 im Freundschaftsspiel gegen den Senegal. Er nahm an der EM 1984 in Frankreich teil, bei der die Dänen im Halbfinale an Spanien scheiterten. Hinter Ole Qvist war er zusammen mit Troels Rasmussen nur die Nummer zwei zwischen den Pfosten der Dänen. Am 14. März 1984 trug Kjær gegen die Niederlande letztmals das Trikot Dänemarks. Dabei ging er mit dem Team 0:6 unter.

## Erfolge
- 1× dänischer Meister (1979)
- 1× dänischer Pokalsieger (1976)
- 1× Fußballer des Jahres in Dänemark (1978)